# 小蟹螯织纹螺
小蟹螯织纹螺（学名：Nassarius bellulus），是新腹足目织纹螺科織紋螺屬的一种。主要分布于台湾，常栖息在潮间带沙滩或泥滩。